# Пилипы (Ивано-Франковская область)
Пилипы́ (укр. Пилипи) — село в Матеевецкой сельской общине Коломыйского района Ивано-Франковской области Украины.
Население по переписи 2001 года составляло 623 человека. Занимает площадь 11,542 км². Почтовый индекс — 78281. Телефонный код — 03433.